# 19.ª etapa del Tour de Francia 2019
La 19.ª etapa del Tour de Francia 2019 tuvo lugar el 26 de julio de 2019 entre Saint-Jean-de-Maurienne y Tignes sobre un recorrido de 123 km. La etapa no tuvo ganador tras suspenderse en el descenso del Col de l'Iseran debido a las condiciones meteorológicas. Sin embargo, sí que se contabilizaron los tiempos en la cima de dicho puerto para la clasificación general, convirtiéndose el colombiano Egan Bernal del INEOS en el nuevo portador del maillot jaune.

## Posiciones al momento de la neutralización
| \| Clasificación de la etapa \| Clasificación de la etapa \| Clasificación de la etapa \| Clasificación de la etapa \| Clasificación de la etapa \| \| Ciclista \| Ciclista \| Equipo \| Tiempo \| \| \| ------------------------- \| ------------------------- \| ------------------------- \| ------------------------- \| ------------------------- \| \| 1.º \| Egan Bernal \| Team Ineos \| 2 h 40 min 31 s \| \| \| 2.º \| Simon Yates \| Mitchelton-Scott \| + 13 s \| \| \| 3.º \| Warren Barguil \| Arkéa-Samsic \| + 40 s \| \| \| 4.º \| Laurens De Plus \| Team Jumbo-Visma \| + 58 s \| \| \| 5.º \| Steven Kruijswijk \| Team Jumbo-Visma \| + 58 s \| \| \| 6.º \| Geraint Thomas \| Team Ineos \| + 58 s \| \| \| 7.º \| Emanuel Buchmann \| Bora-Hansgrohe \| + 58 s \| \| \| 8.º \| Vincenzo Nibali \| Bahrain-Merida \| + 58 s \| \| \| 9.º \| Rigoberto Urán \| EF Education First \| + 58 s \| \| \| 10.º \| Mikel Landa \| Movistar Team \| + 58 s \| \| |                   |                    |                 |
| |                   |                    |                 |
| Fuente: ProCyclingStats |                   |                    |                 |
| Clasificación de la etapa |                   |                    |                 |
| Ciclista | Ciclista          | Equipo             | Tiempo          |
| 1.º | Egan Bernal       | Team Ineos         | 2 h 40 min 31 s |
| 2.º | Simon Yates       | Mitchelton-Scott   | + 13 s          |
| 3.º | Warren Barguil    | Arkéa-Samsic       | + 40 s          |
| 4.º | Laurens De Plus   | Team Jumbo-Visma   | + 58 s          |
| 5.º | Steven Kruijswijk | Team Jumbo-Visma   | + 58 s          |
| 6.º | Geraint Thomas    | Team Ineos         | + 58 s          |
| 7.º | Emanuel Buchmann  | Bora-Hansgrohe     | + 58 s          |
| 8.º | Vincenzo Nibali   | Bahrain-Merida     | + 58 s          |
| 9.º | Rigoberto Urán    | EF Education First | + 58 s          |
| 10.º | Mikel Landa       | Movistar Team      | + 58 s          |

## Clasificaciones al final de la etapa

### Clasificación general(Maillot Jaune)
| \| Clasificación general \| Clasificación general \| Clasificación general \| Clasificación general \| Clasificación general \| \| Ciclista \| Ciclista \| Equipo \| Tiempo \| \| \| --------------------- \| --------------------- \| --------------------- \| --------------------- \| --------------------- \| \| 1.º \| Egan Bernal \| Team Ineos \| 78 h 00 min 42 s \| \| \| 2.º \| Julian Alaphilippe \| Deceuninck-Quick Step \| + 45 s \| \| \| 3.º \| Geraint Thomas \| Team Ineos \| + 1 min 11 s \| \| \| 4.º \| Steven Kruijswijk \| Team Jumbo-Visma \| + 1 min 23 s \| \| \| 5.º \| Emanuel Buchmann \| Bora-Hansgrohe \| + 1 min 50 s \| \| \| 6.º \| Mikel Landa \| Movistar Team \| + 4 min 30 s \| \| \| 7.º \| Rigoberto Urán \| EF Education First \| + 5 min 09 s \| \| \| 8.º \| Nairo Quintana \| Movistar Team \| + 5 min 17 s \| \| \| 9.º \| Alejandro Valverde \| Movistar Team \| + 6 min 25 s \| \| \| 10.º \| Richie Porte \| Trek-Segafredo \| + 6 min 28 s \| \| |                    |                       |                  |
| |                    |                       |                  |
| Fuente: ProCyclingStats |                    |                       |                  |
| Clasificación general |                    |                       |                  |
| Ciclista | Ciclista           | Equipo                | Tiempo           |
| 1.º | Egan Bernal        | Team Ineos            | 78 h 00 min 42 s |
| 2.º | Julian Alaphilippe | Deceuninck-Quick Step | + 45 s           |
| 3.º | Geraint Thomas     | Team Ineos            | + 1 min 11 s     |
| 4.º | Steven Kruijswijk  | Team Jumbo-Visma      | + 1 min 23 s     |
| 5.º | Emanuel Buchmann   | Bora-Hansgrohe        | + 1 min 50 s     |
| 6.º | Mikel Landa        | Movistar Team         | + 4 min 30 s     |
| 7.º | Rigoberto Urán     | EF Education First    | + 5 min 09 s     |
| 8.º | Nairo Quintana     | Movistar Team         | + 5 min 17 s     |
| 9.º | Alejandro Valverde | Movistar Team         | + 6 min 25 s     |
| 10.º | Richie Porte       | Trek-Segafredo        | + 6 min 28 s     |

### Clasificación por puntos(Maillot Vert)
| Clasificación por puntos | Clasificación por puntos | Clasificación por puntos | Clasificación por puntos | Clasificación por puntos |
| Ciclista                 | Ciclista                 | Equipo                   | Puntos                   |                          |
| ------------------------ | ------------------------ | ------------------------ | ------------------------ | ------------------------ |
| 1.º                      | Peter Sagan              | Bora-Hansgrohe           | 309 pts                  |                          |
| 2.º                      | Elia Viviani             | Deceuninck-Quick Step    | 224 pts                  |                          |
| 3.º                      | Sonny Colbrelli          | Bahrain-Merida           | 203 pts                  |                          |
| 4.º                      | Michael Matthews         | Team Sunweb              | 201 pts                  |                          |
| 5.º                      | Caleb Ewan               | Lotto-Soudal             | 198 pts                  |                          |
| 6.º                      | Matteo Trentin           | Mitchelton-Scott         | 180 pts                  |                          |
| 7.º                      | Jasper Stuyven           | Trek-Segafredo           | 157 pts                  |                          |
| 8.º                      | Greg Van Avermaet        | CCC Team                 | 149 pts                  |                          |
| 9.º                      | Julian Alaphilippe       | Deceuninck-Quick Step    | 119 pts                  |                          |
| 10.º                     | Dylan Groenewegen        | Team Jumbo-Visma         | 116 pts                  |                          |

### Clasificación de la montaña(Maillot à Pois Rouges)
| Clasificación de la montaña | Clasificación de la montaña | Clasificación de la montaña | Clasificación de la montaña | Clasificación de la montaña |
| Ciclista                    | Ciclista                    | Equipo                      | Puntos                      |                             |
| --------------------------- | --------------------------- | --------------------------- | --------------------------- | --------------------------- |
| 1.º                         | Romain Bardet               | AG2R La Mondiale            | 86 pts                      |                             |
| 2.º                         | Tim Wellens                 | Lotto-Soudal                | 74 pts                      |                             |
| 3.º                         | Damiano Caruso              | Bahrain-Merida              | 67 pts                      |                             |
| 4.º                         | Simon Yates                 | Mitchelton-Scott            | 59 pts                      |                             |
| 5.º                         | Egan Bernal                 | Team Ineos                  | 58 pts                      |                             |
| 6.º                         | Nairo Quintana              | Movistar Team               | 58 pts                      |                             |
| 7.º                         | Alexéi Lutsenko             | Astana                      | 45 pts                      |                             |
| 8.º                         | Steven Kruijswijk           | Team Jumbo-Visma            | 40 pts                      |                             |
| 9.º                         | Thomas de Gendt             | Lotto-Soudal                | 38 pts                      |                             |
| 10.º                        | Julian Alaphilippe          | Deceuninck-Quick Step       | 33 pts                      |                             |

### Clasificación del mejor joven(Maillot Blanc)
| Clasificación del mejor joven | Clasificación del mejor joven | Clasificación del mejor joven | Clasificación del mejor joven | Clasificación del mejor joven |
| Ciclista                      | Ciclista                      | Equipo                        | Tiempo                        |                               |
| ----------------------------- | ----------------------------- | ----------------------------- | ----------------------------- | ----------------------------- |
| 1.º                           | Egan Bernal                   | Team Ineos                    | 78 h 00 min 42 s              |                               |
| 2.º                           | David Gaudu                   | Groupama-FDJ                  | + 20 min 45 s                 |                               |
| 3.º                           | Enric Mas                     | Deceuninck-Quick Step         | + 52 min 53 s                 |                               |
| 4.º                           | Laurens De Plus               | Team Jumbo-Visma              | + 58 min 02 s                 |                               |
| 5.º                           | Gregor Mühlberger             | Bora-Hansgrohe                | + 1 h 03 min 48 s             |                               |
| 6.º                           | Giulio Ciccone                | Trek-Segafredo                | + 1 h 13 min 35 s             |                               |
| 7.º                           | Lennard Kämna                 | Team Sunweb                   | + 1 h 36 min 59 s             |                               |
| 8.º                           | Tiesj Benoot                  | Lotto-Soudal                  | + 1 h 53 min 40 s             |                               |
| 9.º                           | Nils Politt                   | Katusha-Alpecin               | + 2 h 02 min 44 s             |                               |
| 10.º                          | Gianni Moscon                 | Team Ineos                    | + 2 h 26 min 13 s             |                               |

### Clasificación por equipos(Classement par Équipe)
| Clasificación por equipos | Clasificación por equipos | Clasificación por equipos | Clasificación por equipos |
| Equipo                    | Equipo                    | Tiempo                    |                           |
| ------------------------- | ------------------------- | ------------------------- | ------------------------- |
| 1.º                       | Movistar Team             | 234 h 09 min 18 s         |                           |
| 2.º                       | Trek-Segafredo            | + 28 min 50 s             |                           |
| 3.º                       | Ineos                     | + 57 min 42 s             |                           |
| 4.º                       | EF Education First        | + 1 h 15 min 15 s         |                           |
| 5.º                       | Bora-hansgrohe            | + 1 h 17 min 30 s         |                           |
| 6.º                       | Groupama-FDJ              | + 1 h 28 min 14 s         |                           |
| 7.º                       | Team Jumbo-Visma          | + 1 h 30 min 25 s         |                           |
| 8.º                       | AG2R La Mondiale          | + 1 h 52 min 00 s         |                           |
| 9.º                       | UAE Team Emirates         | + 1 h 57 min 07 s         |                           |
| 10.º                      | Astana                    | + 2 h 13 min 28 s         |                           |

## Abandonos
- Thibaut Pinot, con un desgarro muscular en el vasto interno, abandonó durante la etapa.[2]